# Маяк (Минская область)
Мая́к (бел. Маяк) — деревня в Слуцком районе Минской области Белоруссии. Административный центр Маякского сельсовета.

## История
До 1958 года деревня называлась Дюдево.
На начало XX в. 77 дворов, 544 житель. На 1 января 1998 года 167 дворов, 365 жителей.
В деревне установлен памятник землякам, погибшим в годы Великой Отечественной войны.

## Транспорт
Доехать до Слуцка до деревни Маяк можно на автобусе 205с «Слуцк АВ-Клешево». Расписание

## Инфраструктура
- Сельский совет
- Маякская сельская библиотека-филиал № 24 сети публичных библиотек Слуцкого района
- Дом культуры
- Средняя школа
- Магазин
- Отделение № 38 филиала № 615 АСБ «Беларусбанк»
- Отделение почтовой связи «Маяк»